# Milton Santos
 (décembre 2008).
Si vous disposez d'ouvrages ou d'articles de référence ou si vous connaissez des sites web de qualité traitant du thème abordé ici, merci de compléter l'article en donnant les références utiles à sa vérifiabilité et en les liant à la section « Notes et références ».
Milton Santos (Milton Almeida dos Santos), né le 3 mai 1926 à Brotas de Macaúbas, Bahia, au Brésil, et mort le 24 juin 2001 à São Paulo, est un géographe brésilien. Il est lauréat du Prix Vautrin-Lud, le plus prestigieux des prix de géographie, considéré comme l'équivalent d'un prix Nobel dans le domaine de la géographie,. 
Il a été professeur à l'université fédérale de Bahia, à l'université Paris 1 Panthéon-Sorbonne, à l'université Columbia, à l'université de Toronto, à l'université de Dar es Salam et à la Faculté de philosophie, sciences humaines et lettres de l'université de São Paulo (USP), où il est devenu professeur émérite.
Il a concilié ses activités académiques avec des consultations pour l'Organisation internationale du travail, l'Organisation des États américains et l'Organisation des Nations unies pour l'éducation, la science et la culture, en plus d'avoir participé au Comité pour la justice et la paix de l'Archidiocèse de São Paulo. Auteur de plus de 40 livres, il a été publié non seulement au Brésil, mais aussi dans des pays comme la France, le Royaume-Uni, le Portugal, le Japon et l'Espagne.

## Origines, formation et carrière
Milton Santos naît le 3 mai 1926 dans la petite ville de Brotas de Macaubas à l'intérieur de l'État de Bahia ; il est issu d'un milieu social modeste mais reçoit une solide éducation de ses parents instituteurs. Il gravit les échelons assez précocement et se passionne pour la géographie, qui, jusqu'à ce qu'il soit contraint à l'exil, n'est qu'une des activités qu'il exerce parmi d'autres.

### Bahia: ses racines
Son père est le fils d'un ancien esclave mais il a pu faire des études primaires et il se passionne pour l'enseignement de la lecture et de l'écriture. Il en fait sa profession et épouse une personne également de couleur issue d'une famille de commerçants plus aisés. Ils fondent ensemble une petite école d'alphabétisation pour enfants. C'est dans ce milieu que Milton Santos grandit et prend goût aux études. Il ne fréquente cependant jamais l'école primaire et est scolarisé par ses parents qui lui enseignent aussi la grammaire et les bonnes manières françaises. À l'époque, une bonne éducation était un gage de réussite, notamment pour une personne de sa condition. Adolescent, il est interne dans un collège privé de Salvador, l'« Instituto Baiano de Ensino ». Il donne déjà des cours d'algèbre ainsi que des cours de géographie dans les petites classes. Il intègre ensuite le Collège de la Bahia et sort du ginasio (lycée) avec le titre de « Bacherel » en sciences et lettres. Incité par la réussite de son oncle, un avocat important de la région, il opte pour des études de droit. Une fois diplômé, il passe le concours de professeur de géographie à la faculté d’Ilhéus où il présente un mémoire, O povoamento da Bahia qui décrit le peuplement de l'État de Bahia. 
Il quitte son emploi de professeur et la petite ville d'Ilhéus pour retourner à Salvador en 1964 où il connait une première ascension sociale à la mesure de son ambition : il devient journaliste, puis rédacteur au journal A Tarde, un grand quotidien de la capitale de Bahia. Il admettra plus tard que cette activité journalistique a eu indéniablement une certaine influence sur son style d'écriture. Pendant ce temps, l'armée prend le pouvoir et les nouveaux dirigeants du pays le désignent à la fois représentant de la présidence pour l'État de Bahia et professeur à l'Université Fédérale du même État où il fonde un laboratoire de recherche en géographie. Il y convie dès 1956 des géographes français rencontrés lors du congrès de l'Union géographique internationale. Il commence à faire ses premiers séjours à l'étranger : il soutient sa thèse à Strasbourg sous la direction de Jean Tricart qu'il avait précédemment côtoyé au Brésil lors de sa participation à l'élaboration d'un de ses ouvrages (Estudos de geografia da Bahia, Geograpfia e planejamento, 1958). Il fait la connaissance de Jânio Quadros qui veut un temps le nommer ambassadeur du Ghana, et rencontre de nombreux représentants politiques de pays en voie de décolonisation dont le président tunisien Bourguiba qui avait l'ambition à l'époque de devenir un des leaders du tiers-monde. Il visite également Cuba et à son retour multiplie les écrits pro-communistes. Ceux-ci lui valent dans un premier temps un avertissement de l'armée qui commence à se préoccuper sérieusement de ses activités.
Il finit par être emprisonné durant cent jours, une peine qu'il termine à domicile à cause de problèmes cardiaques. Ses nombreux amis français se démenèrent pour lui apporter leur aide et les autorités militaires brésiliennes en profitèrent pour exiler ce journaliste et professeur trop encombrant pour le régime.

### Citoyen du monde
Le coup d'État de 1964 l'oblige à quitter le Brésil. Milton Santos se rend donc en France, pays qu'il choisit également afin de pouvoir lire des journaux - tels que Le Monde - qu'il jugeait indépendants des agences de presse internationales : « j'ai découvert que le monde n'était pas celui que j'avais pu lire dans les journaux brésiliens et que j'écrivais dans le journal dont j'étais rédacteur » (p. 19 in Testamento intelectual, 2004). Il enseigne jusqu'en 1967 à Toulouse où, invité par Bernard Kayser, il est élu professeur associé, puis à Bordeaux et enfin à la Sorbonne, qui devint Paris 1 par la suite. Il reste sept ans en France grâce à l'aide de Jacqueline Beaujeu-Garnier notamment. Ses années d'exil en France sont très fécondes en termes de publications et c'est à ce moment-là, faute de pouvoir continuer sa carrière de journaliste, qu'il se résolut définitivement à se consacrer pleinement à la géographie. En 1969, il crée à l'Institut d'Études du Développement économique et social (Iedes) une équipe de recherche pluridisciplinaire centrée sur « l'analyse régionale et l'aménagement de l'espace, avec pour double objectif de jeter les bases méthodologiques d'une analyse systématique des modèles d'élaboration des sous-espaces dans les pays du tiers monde, et de fournir des cadres conceptuels mieux adaptés à la définition de projets de développement et d'aménagement ».
En 1971, il est pressenti pour être professeur à Hamilton au Canada mais refuse l'offre. Il opte pour une année à l'université Harvard où il est invité comme fellow par Lloyd Rodwin, le directeur de l'école des études urbaines. Il travaille ensuite à Toronto dans le plus grand département de géographie d'Amérique du Nord qui possède seulement quarante professeurs à l'époque. Cependant, il passe la plupart de son temps au Venezuela où il a à charge de conduire un programme d'urbanisation pour les Nations unies. Il reste trois mois de plus en Amérique du sud et obtint un emploi dans l'aménagement urbain de l'école d'ingénierie de Lima. Il traverse l'Atlantique à nouveau et réside seize mois en Tanzanie afin de mettre en place un diplôme de 3e cycle. En 1975, il est nommé professeur à l'université Columbia à New York pendant un an alors que dans le même temps, Pierre George tente vainement de le nommer à l'université de Grenoble. La dernière étape de son exil est le Nigeria où il souhaite mener à bien un projet dans une université en train de se construire. Cependant, un tel projet nécessitait d'y consacrer six années ; or la naissance son premier fils l'en empêcha puisqu'il désirait qu'elle ait impérativement lieu chez lui à Bahia.

### Retour au Brésil
Milton Santos revient en 1977 dans son pays d'origine, à 50 ans, où il bénéficie d'une amnistie. Cependant, le régime militaire lui interdit de reprendre son poste de professeur à l'université de Bahia et il est donc contraint de s'installer à São Paulo où il doit attendre 1983 pour être définitivement nommé professeur titulaire à l'université de São Paulo. C'est pourtant cette même université qui lui offre par la suite une tribune prestigieuse. C'est pour lui le début d'une seconde phase d'ascension sociale, cette fois en tant qu'intellectuel porteur d'idées nouvelles sur l'évolution du monde, de ses sociétés, et de la géographie en général. 
La géographie connait à l'époque de grandes turbulences conjointement aux troubles politiques qui sévissent Brésil. Il multiplie les publications et se retrouve dans un rôle de leader de ce qu'il appelle lui-même la « nouvelle géographie » dans laquelle il remet en cause une grande partie des démarches géographiques. Il lutte pour une géographie socialement plus engagée mais doit faire face à beaucoup de résistance. Il est cependant encouragé par une jeunesse chaleureuse qui porte en elle une volonté de changements, conduisant ainsi nombreux de ses disciples à devenir de précieux collaborateurs.
Même s'il prit sa retraite en 1996, il poursuivit son activité intellectuelle et continua à écrire jusqu'à son décès en 2001.

## Travaux et apports scientifiques
L'œuvre de Milton Santos est considérable puisqu'elle compte plus de quarante livres et deux cents articles. Elle peut se partager de manière temporelle en trois parties : ses premières recherches, ses écrits sur le tiers monde, et enfin les ouvrages qu'il a écrits après son retour au Brésil qui représentent sans doute la partie la plus considérable de sa production scientifique.

### 1948-1964, Les premières recherches
Ses premières publications se focalisent dans un premier temps sur des réalités locales et concernent l'État de la Bahia en général. Il se contente alors de décrire les paysages et de donner des explications afin de les comprendre. Il commence réellement ses recherches une fois nommé professeur à Ilheus. Il débute ses publications officielles avec A Zona do Cacau (1951), un livre sur les territoires où était cultivé le cacao dans la région du sud de la Bahia. Il profite indirectement des efforts qui sont réalisés au niveau politique afin d'étendre les connaissances sur le gigantesque territoire brésilien. 
Parallèlement, se pensant avoir des devoirs envers la société bahianaise, il débat de la théorisation de tout ce qu'il lit à son sujet. Au cours d'un travail sur la Bahia, en essayant d'appliquer un modèle proposé par Michel Rochefort, il comprend que certains modèles ne fonctionnaient pas partout et que des différences profondes existent entre les pays du Nord et du Sud en termes de fonctionnalité de l'espace. L'école française de géographie est alors très influente au Brésil à l'époque et ce depuis la fin du XIXe siècle. C'est ainsi qu'il est amené à rencontrer de nombreux géographes français, dont son futur directeur de thèse Jean Tricart.
La recherche n'est alors qu'une des nombreuses activités qu'il exerce puisqu'en plus d'être professeur, il est également journaliste et consultant politique. Cette multiplication des expériences et des rencontres lui permet de développer son sens de l'observation et sa capacité à théoriser. Il reste toutefois une personne singulière qui se distingue par son autonomie de penser et d'agir. Son engagement politique lui vaut un séjour en prison et un exil forcé.

### 1964-1977, Le tiers-monde et l'espace partagé
Lors cet exil, Milton Santos écrit de nombreux livres et articles qui représentent un apport souvent novateur pour les sociétés du Nord. Il réalise tout d'abord sa thèse de doctorat sur le centre-ville de Salvador. Il poursuit en se penchant sur les grandes oppositions spatiales sévissant dans le monde et approfondit les notions de domination des pays développés sur le Tiers Monde, ainsi que celles d' « espace partagé » et de « secteur informel » de l'économie urbaine. En 1967, il publie Croissance démographique et consommation alimentaire dans les pays sous-développés et en 1969 Aspect de la géographie et de l'économie urbaine des pays sous-développés. Il considère, au grand dam d'Olivier Dolffus avec qui il a une conversation agitée lors d'un colloque à Strasbourg, que le Brésil et le Tiers Monde sont dynamiques contrairement à l'Europe. Face à l'incompréhension de son interlocuteur, il ressent la nécessité d'expliquer aux personnes du Nord les particularités et le fonctionnement des sociétés du Sud : il conclut qu'il s'agit de repenser les modèles du Tiers-monde.
Il développe deux grandes idées pionnières concernant l'analyse des problèmes urbains : il lança les idées novatrices de « double circuit » économique, le « second » circuit étant le « secteur informel » qu'il traite pour la première fois à partir d'une étude sur diverses villes du Maghreb. Par la suite, de très nombreux chercheurs analysent à leur tour ce secteur, mais Milton Santos en est indéniablement l'un des précurseurs théoriques. Il se penche également sur la notion de métropole et insiste sur les différences existantes entre les très grandes villes des pays du Nord devenues les centres mondiaux des directions des entreprises, les grandes métropoles mondiales et les très grandes villes des pays du Tiers Monde dont la trop nombreuse population est essentiellement due à des déséquilibres démographiques et aux soldes migratoires. Il est ainsi amené à se pencher plus profondément sur les situations intermédiaires des pays qu'on appelle aujourd'hui émergents. Il récapitule toutes ces idées dans ses deux ouvrages, Les Villes du tiers-monde (1971) et L'Espace partagé (1975), dont il entreprend l'écriture à Toulouse et la termine à Toronto. Ces ouvrages restent aujourd'hui encore des classiques et ont permis à Milton Santos de s'ériger comme un des géographes les plus novateurs en termes d'analyse des différents phénomènes du sous-développement[non neutre].
Il publie également durant cette période Le métier du géographe (1971), dont le titre est inspiré de celui de Marc Bloch (« Le métier de l'historien »). Il y conteste les visions françaises qui s'expriment notamment au travers des travaux de Vidal de la Blache sur le déterminisme.

### 1977-2001, Analyse, concepts et méthodes et théories
La dernière partie de sa carrière est la plus féconde en nombre de publications. C'est également le moment où il a le plus d'influence sur une société brésilienne qui le reconnait enfin. Il apporte à la géographie trois grandes contributions conceptuelles : la formation « socio-spatiale », l'espace comme une expression de « systèmes d'objets et d'actions », et l'idée d'« espace utilisé ». 

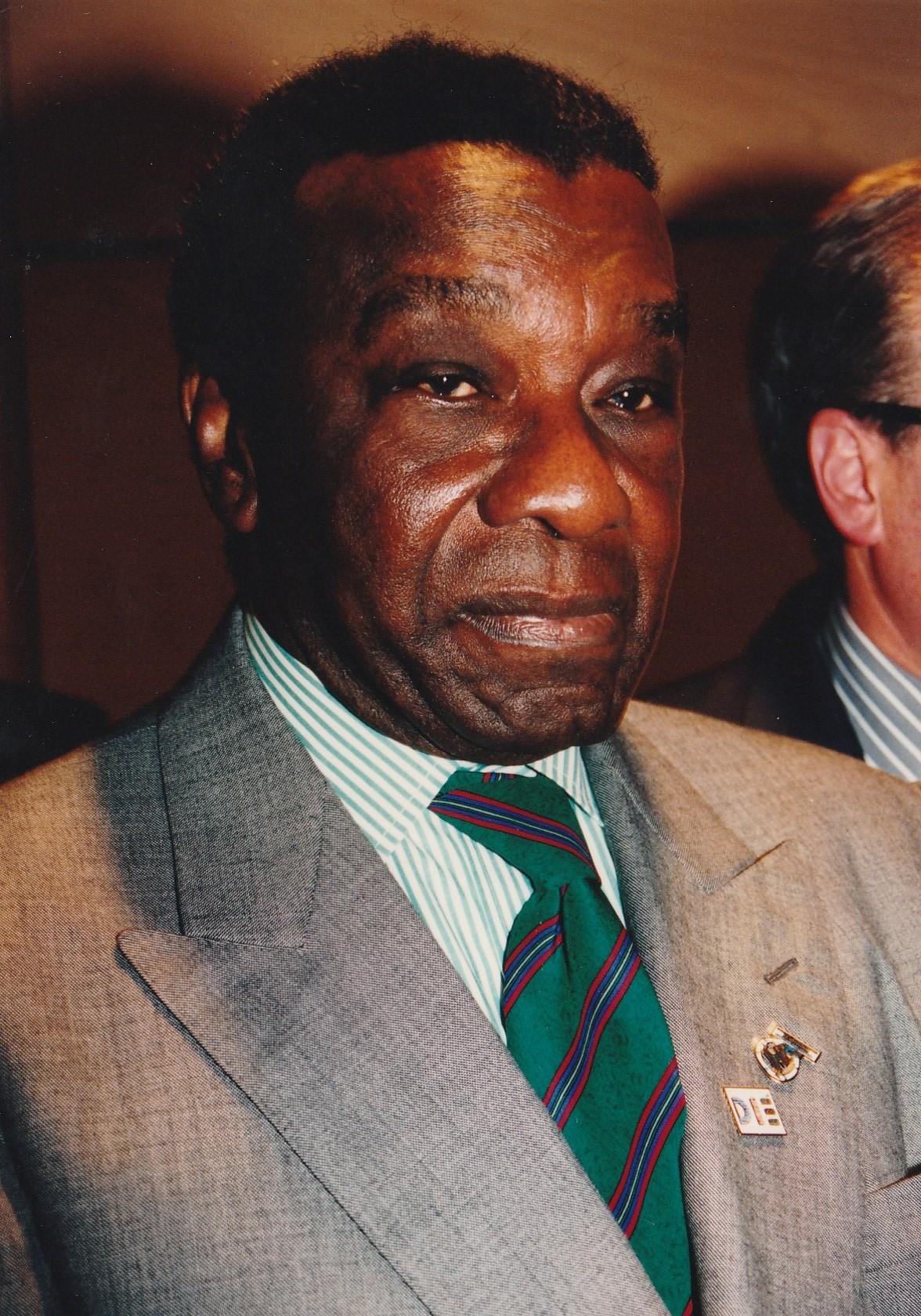
Milton Santos en 1994.

Il range définitivement son œuvre dans le champ des sciences sociales en s'intéressant à la théorie pure et parle du savoir comme d'une position située au-dessus du chercheur et du scientifique. Il explique que la géographie doit impérativement se théoriser et établir des concepts devant une multitude de situations et de fils conducteurs parce que selon lui, la conscience de la réalité est en partie forgée par la théorie. Il rappelle que le premier devoir de la géographie est de penser l'espace. Il affirme que cet espace est fait de « fixes » et de « flux », et qu'il existe une relation entre la société et la nature qui produit une « formation socio-spatiale » remplaçant en quelque sorte la notion de « formation sociale » spécifique au marxisme. L'espace est à ses yeux le résultat d'une relation indissociable entre « système » et « objet » qui marient deux notions, « l'action » et « le matérialisme ». Il jauge à ce moment-là l'espace non pas comme un élément matériel mais comme un instant, une action construisant un « espace vécu ». Il repense l'espace comme un territoire utilisé par les hommes. Il entre donc dans une phase de préoccupation théorique et épistémologique de la discipline et expose ces notions notamment dans Pour une géographie nouvelle (1978) et Pensando o espaço do homen (1982). L'interdépendance entre les choses et les hommes conduit selon lui à la conscience, et finalement nous sommes et nous représentons un monde à nous seuls. Il insiste également sur l'effort que les géographes doivent réaliser d'un point de vue théorique et méthodique afin de justifier au mieux leurs propos et ainsi d'être capables de produire un discours utile en terme scientifique. Il écrit en 1996 un nouvel ouvrage sur le sujet, La nature de l'espace (1997). 
Il traite enfin, comme beaucoup d'autres auteurs par la suite, de la mondialisation, qu'il accuse de redéfinir avec autorité l'organisation des territoires et leurs processus locaux. Elle est selon lui uniquement une conséquence des progrès techniques et scientifiques. Il prend régulièrement une position citoyenne pour aborder le sujet et dénonce les risques de la mondialisation actuelle qu'il juge, quitte à oublier les responsabilités de chaque lieu sur son propre développement, comme la « dernière étape de l'impérialisme des grands pôles et particulièrement des États-Unis, où les acteurs les plus puissants se réservent les meilleurs morceaux du territoire global et laissent le reste pour les autres » (in Santos Para uma outra globalização, 2000). Il met en évidence les rapports de force existants entre le « Monde » (contrôlé par les pays du Nord) et les  « Lieux » (ceux du Sud) qui essayent de lui résister.

## Influences idéologiques
Selon Milton Santos, la définition de la géographie évolue avec le temps et commencer à la définir est finalement un obstacle au développement de la discipline. Il est d'une façon générale très critique avec les géographes, à qui il reproche leurs difficultés à théoriser et qui doivent « avoir le courage de dire avec humilité qu'ils ne sont ni l'unique, ni le premier à faire une proposition ou aborder un thème ou un sujet d'une certaine façon » (in Santos Testamento intelectual, 2004). Celui qui fut appelé « sociologue » par Pierre Georges s'intéressa au fil du temps à cette discipline ainsi qu'à la philosophie grâce à Duvignaud et Gurvitch notamment.

### Colonisation et «négritude»
Parmi les thèmes abordés dans l'ensemble de son œuvre, le Tiers Monde tient une place primordiale et est au fond, selon lui, un débat humaniste et de civilisations. Il commence à travailler sur ce thème à Toulouse où, d'après Milton Santos, règne une grande tolérance intellectuelle. 
Il bénéficie de circonstances historiques indéniables qui participent à développer son intérêt sur le sujet. Il affirme que si le Tiers Monde était devenu une grande mode à cette époque, c'est qu'il fallait justifier les nouvelles formes de colonisation. Une des autres raisons de son engagement sur le thème provint probablement de ses origines sociales et raciales. Cela ne conditionne pas pour autant son sens critique et il plaisante couramment sur sa « négritude » qu'il assume complètement. De par ses origines et son parcours, il est rapidement considéré avec respect par le monde intellectuel comme un des défenseurs les plus influents du Tiers Monde. Il poursuit jusqu'à la fin de sa vie cette volonté d'approfondir les bases d'une géographie spécifique du Tiers Monde, d'analyser et de dénoncer les inégalités sociales qu'il interprète comme les méfaits d'un certain capitalisme. Il assume complètement son rôle de défenseur des peuples du Sud dont il tente de magnifier les capacités potentielles.

### Marxisme et politique
Dans les années 1950-1960, en compagnie de Jean Tricart, Pierre George et d'autres encore, une géographie marxiste apparait et il s'y affilie dans un premier temps. Cependant, il se montre par la suite très critique envers cette nouvelle sous-discipline et renouvèle clairement son engagement politique au moment de son retour au Brésil. La déficience théorique des géographes ou de la géographie empêche, selon lui, l'application complète des concepts du marxisme. Il le regrette et s'oppose farouchement à la fétichisation de Marx qui était courante à l'époque. Il affirme que l'auteur communiste ne peut pas tout savoir et qu'un bon marxiste ne peut être que quelqu'un qui ne le récite pas. Il reproche également à cette géographie d'utiliser une notion d'espace complètement absente dans l'œuvre de Marx. Au Brésil, cette géographie évolue très peu et Milton Santos abandonne donc ce modèle peu après s'y être intéressé. Il reste tout de même très critique envers le capitalisme qu'il décrit comme un instrument de perversité et d'impérialisme, et publie en 1978 dans la revue EspaceTemps un article à ce sujet (« La totalité du diable » ).

### Société et l'Université brésilienne
Il considère les pays, les écoles et les groupes comme de véritables obstacles pour la création intellectuelle. Au contraire, le fait de ne pas être lettré constitue selon lui  un avantage énorme car cela permet d'échapper à toute forme de canonisation. C'est en partie à cet effet qu'il prône une réforme des universités brésiliennes avec comme principal objectif l'accroissement de la mobilité des professeurs qui ne peuvent pas se contenter de fréquenter une seule université au cours de leur carrière et reprendre uniquement ce qui était fait ailleurs. De plus, il reproche aux universités de soutenir de moins en moins les professeurs et de mal reconnaître la notoriété de certains d'entre eux. Sur la dernière partie de son œuvre, Milton Santos tente donc de pallier le déficit de méthodes et de concepts qui font grandement défaut à l'école brésilienne de géographie. Il est suivi par de nombreux élèves laissant ainsi à la postérité une véritable école de Milton Santos en Amérique du Sud. 
Sa pensée, souvent mal reconnue en Europe qui l'appréciait surtout pour ses écrits sur le sous-développement, fait l'objet à la fois d'adhésions et de critiques. Même au Brésil, sa tendance à polémiquer lui valent de nombreux reproches. Il est certes reconnu en tant qu'intellectuel et humaniste mais également volontiers en tant que polémiste.
Son dernier ouvrage intitulé Le Brésil, territoire et société au début du XXIe siècle fut achevé par Maria Laura Silveira après son décès en 2001 et regroupe l'ensemble des concepts qu'il a abordé au cours de son œuvre.

## Distinctions
- 1994 : lauréat du prix Vautrin-Lud

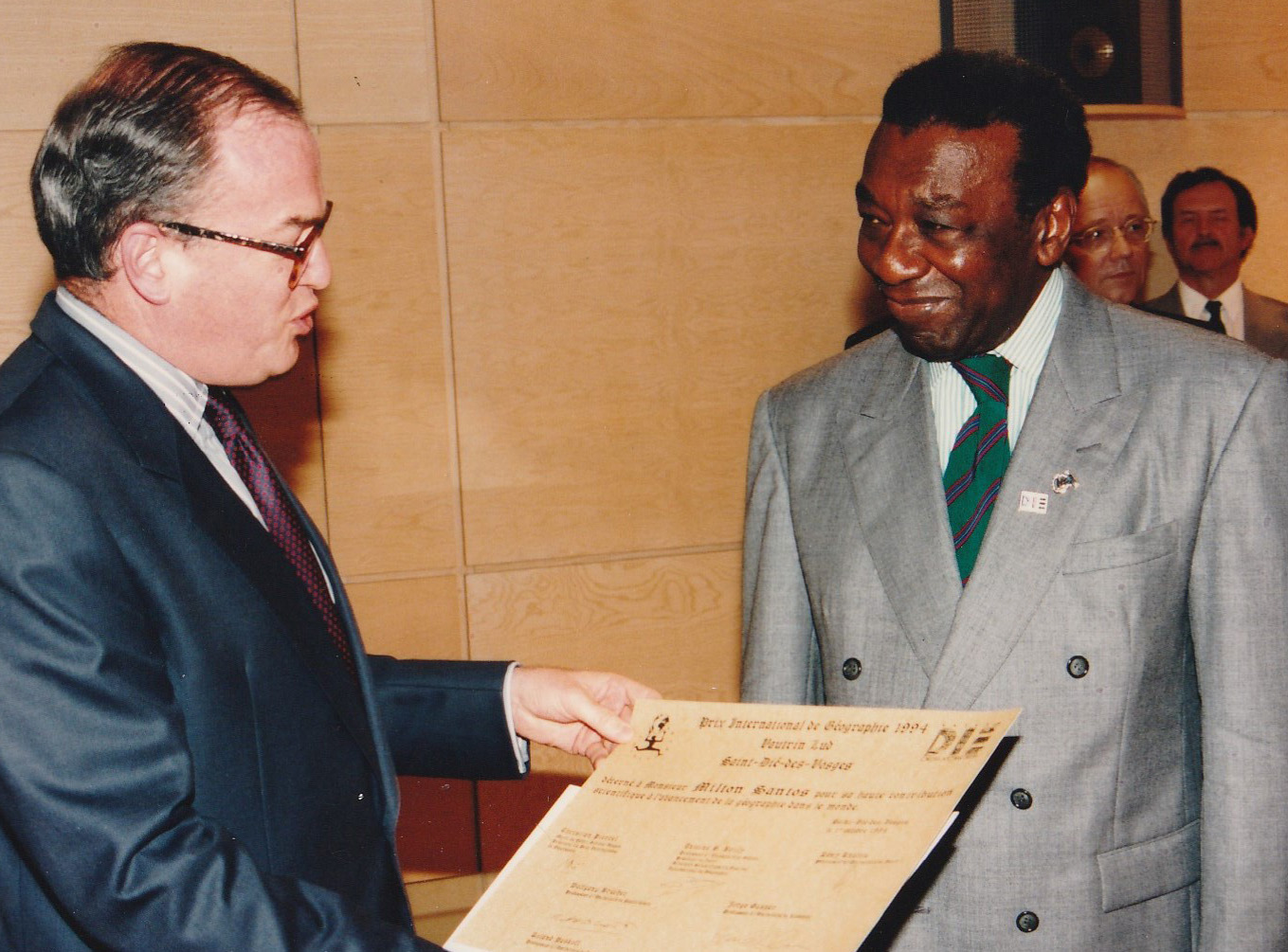
Milton Santos recevant le prix Vautrin-Lud lors du Festival international de géographie en 1994.

- Il reçoit à titre posthume le prix Anísio Teixeira, en 2006[5].

- Il est Docteur honoris causa dans quatorze universités étrangères[4].

## Œuvres

### Ouvrages
- Santos, M. (1950, rééd. 1957) Zona do cacau : Introdução ao Estudo geográfico, São Paulo, Cnie Editore Nacional, 115 p.
- Santos, M. (1953) Os Estudos regionais e o futuro da geografia, Salvador, Imprensa Oficial da Bahia, 100 p.
- Santos, M. (1954) Ubaitaba. Estudo de geografia urbana, São Paulo, Salvador, Imprensa Oficial da  Bahia, 21 p.
- Tricart, J. & Santos, M. (1958) Estudos de geografia da Bahia, Geografia e planejamento, Salvador, Aguiar e Souda LTDA, 96 p.
- Santos, M. (1959) A rede urbana do Recôncavo, Salvador, Imprensa Oficial da Bahia, 59 p.
- Santos, M. (1959) O centro da cidade de Salvador : estudo de geografia urbana, Salvador, Publicações da Universidade da Bahia, 196 p.
- Santos, M. (1959) A cidade como centro de região : definições e metodos de avaliação de centralidade, Salvador, Publicações da Universidade da Bahia, 28 p.
- Santos, M. (1960) Marianne em prêto e branco, Bahia, Livraria Progresso, 115 p.
- Santos, M. (1965) A cidade : nos países subdesenvolvidos, Rio de Janeiro, Civilização Brasileira, 175 p.
- Santos, M. (1967) Croissance démographique et consommation alimentaire dans tous les pays	sous-développés, 1. Les données de base, Paris, CDU, 319 p.
- Santos, M. (1967) Croissance démographique et consommation alimentaire dans tous les pays sous-développés, 2. Milieux géographiques, Paris, CDU, 341 p.
- Santos, M. (1969) Aspects de la géographie et de l'économie urbaine des pays sous-développés, Paris, CDU, 100 p.
- Santos, M. (1970) Dix essais sur les villes des pays sous-développés, Paris, Éditions Orphys, 121 p.
- Santos, M. (1971) Les villes du Tiers monde, Paris, Génin : Librairies Techniques, 428 p.
- Santos, M. (1971) Le métier de géographe en pays sous-développé : un essai méthodologique, Paris, Éditions Orphys, 119 p.
- Santos, M. (1973) Underdevelopment and poverty : a geographer's view, Toronto, University of Toronto, 70 p.
- Santos, M. (1975) L'espace partagé : Les deux circuits de l'économie urbaine des pays sous-	développés, Paris, Génin : Librairies Techniques, 405 p.
- Santos, M. (1978) Por uma geografia nova : da crítica da geografia a uma geografia crítica, São 	Paulo, Hucitec, 236 p.
- Santos, M. (1982) Novos rumos da geografia brasileira, São Paulo, Editoria da USP, 208 p.
- Santos, M. (1982, Éd. 2007) Pensando o espaço do homem, São Paulo, EDUSP, 96 p.
- Santos, M. (1990) Espace et méthode, Paris, Publisud, 123 p.
- Santos, M. (1990) Metropole corporativa fragmentada : o caso de São Paulo, São Paulo, Secretaria 	de Estado da Cultura, 117 p.
- Santos, M. (1996, Éd. 2005) Da totalidade ao lugar, São Paulo, EDUSP, 170 p.
- Santos, M. (1997) La nature de l'espace : technique et temps, raison et émotion, Paris, L'Harmattan, 	275 p.
- Santos, M. (2000) Por uma outra globalização. Do pensamento unico à consciencia universal, Rio	de Janeiro, Record, 174 p.
- Santos, M. & Silveira M. (2001) Território e sociedade no início do século XXI, São Paulo, Record,	471 p.

### Articles scientifiques
- Santos, M. (1957) « Distribução geográfica da população baiana », Revista do Instituto Geografico e 	Historico da Bahia, n°80, p. 115-123
- Santos, M. (1957) « A Baixa dos Sapateiros », Revista do Instituto Geográfico e Histórico da Bahia,	n°80, p. 71-79
- Santos, M. (1958) « Localização industrial em Salvador », Revista Brasileira de Geografia, n°3, p.	245-276
- Santos, M. (1960) « Uma comparação entre as zonas cacaueiras do Estado da Bahia (Brasil) e da	Costa do Marfim », Boletin Baiano de Geografia, n°3, p. 21-33
- Santos, M. (1961) « Quelques problèmes des grandes villes dans les pays sous-développés », Revue 	de Géographie de Lyon, vol. XXXVI, n°80, p. 197-218
- Santos, M. (1965) « Villes et région dans un pays sous-développé : l'exemple du Roncôcavo de	Bahia », Anales de géographie, n°406, p. 678-694
- Santos, M. (1966) « Vues actuelles sur le problème des bidonvilles », L'Information géographique,	n°4, p. 35-42
- Santos, M. & Beaujeu Garnier, J. (1967) « Le centre de la ville de Salvador », Les Cahiers d'Outre-	mer, tome XX, p. 321-344
- Santos, M. (1968) « Le rôle moteur du tertiaire primitif dans les villes du Tiers Monde », Revista do 	Instituto Geografico e Historico da Bahia, vol. XVIII, n°2, p. 1-16
- Santos, M. & Kayser, B. (1971) « Espace et villes du Tiers Monde », Revue Tiers Monde, tome XII,	n°45, p. 7-13
- Santos, M. (1975) « Espace et domination : une approche marxiste », Revue Internationale des	Sciences Sociales, vol. XXVII, n°2, p. 71-79
- Santos, M. (1977) « Society and space : social formation as theory and method », Antipode, vol. 9,	n°1, p. 3-13
- Santos, M. (1978) « La totalité du diable », EspaceTemps, n°8, p. 60-75
- Santos, M. (1978) « De la société au paysage : la signification de l'espace humain », Hérodote, n°9,	p. 66-73
- Santos, M. (1986) « América Latina : Nova urbanização, novo planejamento », Orientação, n°7, p.	47-52
- Santos, M. (1989) « O espaço como categoria filosófica », Terra Livre, n°5, p. 9-20
- Santos, M. (1992) « 1992 : A redescoberta da Natureza », Estudos Avançados, vol.6, n°14, p. 95-	106
- Santos, M. (1993) « A aceleração contemporânea. Tempo Mundo e Espaço Mundo », Boletin	Geografico, n°19, p. 1-10
- Santos, M. (1993) « Objetos e Ações : Dinâmica Espacial et Dinâmica Social », Geosul, n°14, p.	40-59
- Santos, M. (1995) « Raison universelle, raison locale. Les espaces de la rationalité », Espaces et	Sociétés, n°79, p. 129-135
- Santos, M. (1995) « Los espacios de la globalizacion », Revista Universidad del Valle, n°10, p. 36-	41
- Santos, M. (1996) « Por uma geografia cidadã : por uma epistemologia da existência », bulletin	Gaucho de Geografia, n°21, p. 7-14
- Santos, M. (1998) « A As exclusões da globalização : pobres e negros », Pensamento dos Povos Africanos, n°4, p. 147-160
- Santos, M. (2000) « O papel ativo da Geografia : um manifesto », Territorio, n°9, p. 103-109

### Chapitres dans des ouvrages collectifs
- Santos, M. (1972) « Los dos circuitos de la economia urbana de los paises subdesarrolados », p. 67-	99 in J. Funes, La ciudad y la region para el desarrollo, Caracas, Comision de 	Administracion Publica de Venezuela
- Santos, M. (1975) « Lima, the Periphery at the Pole », p. 335-360 in H. Ross, G. Gappert, The S	ocial Economy of Cities, Beverly Hills, Sage Publications
- Santos, M. (1979) « Circuits of Work », p. 215-226 in S. Wallman, Ethnicity at Work, Londres, The McMillian Press
- Santos, M. (1982) « Geografia, marxismo e subdensenvolvimento », p. &13-22 in R. Moreira, Geografia : teoria e critica, Petropolis, Vozes
- Santos, M. (1996) « Los espacios da globalizacion », p. 133-144 in J. Vasquez, E. Barrios, Globalizacion y Gestion del Dasarollo Regional, Perspectivas Latinoamericanas, Cali,	Universidad des Valle
- Santos, M. (1998) « Nação, Estado e Territorio », p. 23-29 in S. Mendonça, M. Motta, Nação e Poder : As dimensões da Historia, Niteroi, Universidade Federal Fluminense
- Santos, M. (2000) « Globalização e meio geografico : do mundo ao lugar », p. 51-56 in A. de Souza, E. de Souza, L. Magniomi, Paisagem Territorio Região, Em busca da identidade, Cascavel, Edunioeste